# Waldbronn
Waldbronn est une commune de Bade-Wurtemberg (Allemagne), située dans l'arrondissement de Karlsruhe, dans l'aire urbaine Mittlerer Oberrhein, dans le district de Karlsruhe.

## Personnalités liées à la ville
- Gerhard Krüger (1933-2013), informaticien mort à Waldbronn.